# Фёлке Кампана
Фёлке Кампана или Фолкедис Кампана (з.-фриз. Foelke Kampana; ок. 1355, Хинте — между 16 августа 1417 и 4 августа 1419, Аурих), известная также как «Кваде Фёлке» (Злая Фёлке, от н.-нем. quade — злой) — жена восточнофризского хофтлинга (вождя) Окко I том Брока, регент при их малолетнем сыне Кено II том Броке. Из-за своей жестокости до сих пор известна в Восточной Фризии.

## Биография
Фёлке была дочерью хофтлинга Кемпо из Хинте. В 1377 году она вышла замуж за фризского дворянина Окко I том Брока, владельца Ольдеборга и хофтлинга Брокмерланда, Аурихерланда и Эмсигерланда в Восточной Фризии. В 1389 году её супруг пал в бою на стороне голландских графов. Фёлке пыталась поддержать их и собрала свою собственную армию, чтобы помочь супругу, но когда она прибыла, он был уже мертв. Во время её отсутствия Аурих был захвачен врагами, которые забаррикадировались в церкви. Фёлке отвоевала Аурих со своей армией и казнила двести пленных. Поскольку ее сын Кено был ещё несовершеннолетним, Видцельд том Брок, старший незаконнорожденный сын её покойного супруга, сменил своего отца на посту вождя, а Фёлке была регентом с 1391 по 1399 года при её малолетнем сыне Кено. Во время своего десятилетнего правления Видцельд присоединился к Фолкмару Аллене, давнему врагу своего отца. Видцельд погиб в результате междоусобицы в апреле 1399 года. Её сын Кено II к тому времени достиг совершеннолетия. Фелке была его политическим советником до смерти Кено в 1417 году. Затем в том же году она ненадолго стала регентом, пока её внук Окко II том Брок не достиг совершеннолетия. Фелке вскоре умерла в Аурихе и была там похоронена.

## Брак и дети
В 1377 году Фелке Кампана вышла замуж за Окко I том Брока, хофтлинга Брокмерланда и Аурихерланда. У них были нижеперечисленные дети:
- Кено II том Брок, женат на Адде Идзинга из Нордена
- Тетта том Брок, замужем за Зибрандом из Локарда
- Окка том Брок, замужем за Лютетом Аттеной из Дорнума и Нессе.

До этого брака у Окко I том Брока был сын от другой женщины, имя которой неизвестно, Видцельд том Брок. В то время было принято, чтобы незаконнорожденные дети воспитывались отцами при своих собственных дворах.

## «Злая Фёлке»
Фёлке Кампана получила прозвище «Злая Фёлке» в 1397 году, среди прочего, благодаря событиям в её семье. Лютет Аттена убил свою жену Окку том Брок из-за неверности и бунта, как утверждали некоторые, по настоянию свекрови. Затем свекровь Фёлке Кампана применила против него силу и на время завладела его родовым замком. Фёлке обезглавила Лютета и его отца.
Историк Эггерик Бенинга, связанный с семьёй Аллена, которая боролась за власть с семьёй том Брок, опубликовал многочисленные легенды о ней в своей Cronica der Fresen, в результате чего Фёлке стала символом жестокости. Однако некоторые истории, судя по всему, основаны на преступлениях, совершённых на самом деле Кено II, но приписанных его воинственной матери.